# Споразум из Фонтенблоа (1814)
Споразум из Фонтенблоа је споразум закључен у Фонтенблоу у Француској 11. априла 1814. између Наполеона и представника Аустрије, Русије и Пруске. Уговор је потписан у Паризу 11. априла од стране опуномоћеника обе стране, а ратификовао га је Наполеон 13. априла. Овим уговором савезници су окончали Наполеонову владавину као цара Француза и послали га у изгнанство на острво Елба.

## Позадина
У Рату шесте коалиције (1812–1814), коалиција Аустрије, Пруске, Русије, Шведске, Уједињеног Краљевства и  Рајнске конфедерације протерала је Наполеона из Немачке 1813. а 1814, док су Уједињено Краљевство, Шпанија и Португал извршиле инвазију на Француску преко Пиринеја; Русија, Аустрија и њихови савезници су извршили инвазију на Француску преко Рајне и, после битке за Париз, ушли у преговоре са члановима француске владе за абдикацију Наполеона.
Дана 31. марта, Коалиција је издала следећу декларацију Француској:
Савезничке силе су заузеле Париз, спремне су да приме декларацију француске нације. Они изјављују да би, када би било неопходно да услови мира садржавали јаче гаранције када је било потребно оковати Наполеонове амбиције, постали повољнији када би, повратком на мудрију владу, сама Француска понудила гаранцију за покој . Савезнички суверени изјављују, сходно томе, да се више неће опходити са Наполеоном нити са било ким од његове породице; да они поштују интегритет старе Француске, каква је постојала под њеним легитимним краљевима – они могу чак ићи даље, јер они увек исповедају принцип, да је за срећу Европе неопходно да Француска буде велика и моћна; да признају и да ће гарантовати такав устав какав француска нација себи може дати. Они, сходно томе, позивају сенат да именује привремену владу, која би могла да обезбеди потребе за администрацијом, и успостави такав устав који би могао да одговара француском народу. Намере које сам управо изнео заједничке су ми са свим савезничким силама. Александар, Париз, 31. март 1814 : Three P.M.

Дана 1. априла, руски цар Александар обратио се лично француском конзерватору Сената и изложио сличне услове као и у декларацији од претходног дана. Као гест добре воље најавио је да ће 150.000 француских ратних заробљеника које су Руси држали још од Наполеонове инвазије на Русију, две године раније, одмах бити ослобођено. Следећег дана, Сенат се сложио са условима Коалиције и донео резолуцију о смењивању Наполеона. Они су такође донели декрет од 5. априла, којим оправдавају своје поступке и завршавају:
... сенат изјављује и декрете овако:—1. Наполеон Бонапарта је збачен са престола, а право наследства у његовој породици је укинуто. 2. Француски народ и војска ослобођени су заклетве верности њему. 3. Овај декрет ће се доставити одељењима и војскама и одмах прогласити у свим крајевима престонице.
Наполеон, који је био у дворцу Фонтенбло, 3. априла 1814. добио је вест да га је француски Сенат свргнуо са трона. Пошто су коалиционе снаге објавиле свој став да је њихов рат био са Наполеоном, а не са француским народом, он их је назвао блефом и абдицирао у корист свог сина, са царицом Маријом Лујзом као регентом.
Три опуномоћеника узела су ову условну абдикацију коалиционим суверенима:
Савезничке силе су прогласиле да је цар Наполеон једина препрека поновном успостављању мира у Европи, – цар Наполеон, веран својој заклетви, изјављује да је спреман да сиђе са престола, да напусти Француску, па чак и сам живот, за добро земље, која је неодвојива од права његовог сина, царичиног регентства и одржавања закона царства.— Наполеон: Фонтенбло, 4 April 1814
Док су опуномоћеници путовали да предају своју поруку, Наполеон је добио вест да је Огист Мармон ставио свој корпус у безнадежан положај и да је њихова предаја неизбежна. Коалициони суверени нису били расположени за компромис и одбили су Наполеонову понуду. Цар Александар је рекао:
Регентство са царицом и њеним сином, добро звучи, признајем; али Наполеон остаје – ту је тешкоћа. Узалуд ће обећати да ће остати тих у склоништу које ће му бити додељено. Ви чак боље од мене знате његову активност прождирања, његову амбицију. Једног лепог јутра он ће се поставити на чело регентства, или на његово место: тада ће се рат поново покренути, и цела Европа ће бити у пламену. Сам страх од такве појаве примораће савезнике да своје армије држе пешице и тако осујетити све њихове намере у склапању мира.
Уз одбијање његове условне абдикације и ниједну војну опцију за њега, Наполеон је прихватио неизбежно:
Након што су савезничке силе изјавиле да је цар Наполеон једина препрека за поновно успостављање општег мира у Европи, цар Наполеон, веран својој заклетви, изјављује да се одриче, за себе и своје наследнике престола Француске и Италије. ; и да нема личне жртве, чак ни самог живота, коју он није вољан да поднесе за интересе Француске.— Наполеон: Фонтенбло, 6. април 1814.
Током наредних неколико дана, пошто је Наполеонова владавина Француском сада при крају, формални споразум се преговарао и потписали су га опуномоћеници у Паризу 11. априла, а Наполеон га је ратификовао 13. априла.

## Услови
Споразум је садржао укупно 21 члан. Према најзначајнијим условима споразума, Наполеону су одузета овлашћења као владара Француске империје, али је и Наполеону и Марији Лујзи било дозвољено да задрже своје титуле цара и царице. Штавише, свим Наполеоновим наследницима и члановима породице било је забрањено да дођу на власт у Француској.
Уговором је такође установљено острво Елба као посебна кнежевина којом ће управљати Наполеон. Суверенитет и застава Елбе су гарантоване признањем од стране страних сила у споразуму, али само Француској је било дозвољено да асимилује острво.
У другом принципу споразума, војводство Парма, војводство Пјаћенца и војводство Гвастала су уступљене царици Марији Лујзи. Штавише, директни мушки потомак царице Марије Лујзе био би познат као принц од Парме, Пјаћенце и Гвастале. У другим деловима уговора, годишњи приход царице Жозефине смањен је на 1.000.000 франака и Наполеон је морао да преда француској круни сва своја имања у Француској, а све крунске драгуље преда Француској. Дозвољено му је да са собом поведе 400 људи који ће служити као његова лична стража.
Потписници су били Арманд Августин Луј од Коленкура, маршал Етјен Макдоналд, маршал Мишел Неј, принц Клеменс Венцел фон Метерних, гроф Карл Неселрод и барон Карл Август фон Харденберг.

## Британска опозиција
Британски став је био да је француска нација у стању побуне и да је Наполеон узурпатор. Роберт Стјуарт је објаснио да неће потписати у име краља Уједињеног Краљевства јер би тиме признао легитимитет Наполеона као цара Француза и да би га протерао на острво над којим је имао суверенитет, само на малој удаљености од Француска и Италија, које су имале јаке јакобинске фракције, лако би могле довести до даљег сукоба.

## Крађа документа
Француски суд је 2005. године оптужио двојицу Американаца, бившег професора историје Џона Вилијама Рунија (тада 74 године) и Маршала Лоренса Пирса (тада 44 године) за крађу копије споразума из Фонтенблоа из француске националне архиве између 1974. и 1988. Крађа је изашла на видело 1996. године, када је кустос француске националне архиве открио да је Пирс ставио документ на продају у Сотбису. Руни и Пирс су признали кривицу у Сједињеним Државама и кажњени су (1.000 долара за Рунија и 10.000 долара за Пирса). Међутим, они нису изручени Француској да им се тамо суди. Копију уговора и низ других докумената (укључујући писма Луја XVIII) које су Руни и Пирс преузели из француске националне архиве Сједињене Државе су вратиле документ Француској 2002.